# دهستان آسفیچ
آسفیج، دهستانی از توابع بخش آسفیج شهرستان بهاباد در استان یزد ایران است.

## جمعیت
براساس سرشماری سال ۱۳۸۵ جمعیت آن ۲۰۶۴ نفر (در ۷۱۴ خانوار) بوده‌است.